# Ait Sedrate Sahl Charkia
Ait Sedrate Sahl Charkia (àrab آيت سدرات السهل الشرقية) és una comuna rural de la província de Tinghir de la regió de Drâa-Tafilalet. Segons el cens de 2014 tenia una població total de 15.349 persones.